# قمل الإنسان
قمل الإنسان أو قمل الجسم (الاسم العلمي: Pediculus humanus)، نوع من القمل الذي يصيب البشر.
وهو يتألف من النويعات:
- قمل الجسم (Pediculus humanus humanus) لينيوس، 1758
- قمل الرأس (Pediculus humanus capitis) دي جير، 1767